# Gérard Sturla
Gérard Sturla, né le 31 juillet 1930 à Izeaux (Isère) et mort le 24 avril 2006 à Décines-Charpieu (Rhône), est un joueur et entraîneur français de basket-ball. Il évoluait au poste de meneur.

## Biographie
Gérard Sturla, le feu follet du basket français qui avait véritablement pris le relais de Jacques Perrier dans le cœur des supporters. Originaire de Grenoble où il fit partie de la première vague des conseillers techniques en 1956. Joueur international, il a disputé les Jeux olympiques d'été en 1956 à Melbourne et le championnat d'Europe en 1957.

## Clubs

### Joueur
- 1951-1960 :  ASVEL Lyon-Villeurbanne (Nationale 1)

### Entraîneur
- 1960-1963 :  ASVEL Lyon-Villeurbanne (Nationale 1)
- 1971-1972 :  Chorale Roanne Basket (Nationale 1)

## Palmarès

### Joueur
- Champion de France de basket-ball : 1952, 1955, 1956 et 1957
- Finaliste du championnat de France de basket-ball : 1954 et 1959
- Vainqueur de la coupe de France : 1953 et 1957
- 40 sélections
- 4e place aux Jeux olympiques d'été de 1956
- 8e place au championnat d'Europe de basket-ball 1957